# رابح قموح
رابح قموح (21 أكتوبر 1952) هولاعب كرة القدم جزائري محترف لعب في الوسط والهجوم.

## الاحتراف
احترف في فرنسا بفريق نيم من الدرجة الأولى.

## دوليًا
كان قموح عضوا في المنتخب الجزائري الذي تأهل لكأس العالم 1982 وشارك رابح قموح في مباريات تصفيات كأس العالم 1982 حيث سجل هدفا في المباراة التصفية الثانية في الخرطوم أمام السودان ولعب المباراة الحاسمة ضد نيجيريا، لكنه لم يختار في الفريق للبطولة النهائية.

## تشريفات
- هداف البطل الجزائري : 1970-1971 (25 هدفا) ، 1971-72 (24 هدفا)

## روابط خارجية
- رابح قموح على موقع قاعدة بيانات كرة القدم.إي يو (الإنجليزية)